# Rap
Rap [ræp] (englisch rap „Plauderei, Unterhaltung“; englisch to rap „plaudern, schwatzen“) ist ein rhythmischer, markanter und meist schneller Sprechgesang in der populären Musik und Teil der Kultur des Hip-Hops. To rap (‚klopfen‘ bzw. ‚pochen‘) deutet die Art der Musik und des Sprechgesangs an. Heute hat sich der Rap teilweise von seinen Wurzeln gelöst und wird auch in anderen Musikstilen eingesetzt, zum Beispiel in Pop, Eurodance, Crossover, Digital Hardcore und Metal. Besonders im Bereich unkommerzieller Rap-Musik, wie dem sogenannten Underground Rap, ist eine deutliche Abgrenzung zur ursprünglichen Hip-Hop-Musik erkennbar.

## Geschichte
Rap kommt aus der afroamerikanischen Kultur und ist möglicherweise von westafrikanischen Griots beeinflusst, was jedoch mangels Quellen konkret schwer nachzuweisen ist. Rhythmen, die sich zwischen Gesang und Sprechgesang bewegten sind jedenfalls sowohl in afro-amerikanischen „work songs“ zu finden – den Gesängen und Parolen der Feldarbeiter – wie auch schon früh in afro-amerikanischen Kirchen, in denen der Prediger zwischen Deklamation, Sprechgesang und Gesang fließend die Register wechselt. Entsprechende gemischte Formen des musikalischen Vortrags, die sich zwischen Gesang und Sprechgesang bewegen, lassen sich entsprechend bereits in frühen Blues-Aufnahmen ab den 1920er Jahren finden. Hinzu kam ab etwa Ende der 1960er-Jahre der Einfluss von jamaikanischem Toasting sowie der Bürgerrechtsbewegung und der Black Panthers, in deren Umfeld auch Musiker wie James Brown, die Last Poets oder Gil Scott-Heron neben Gesang auch rhythmischen Sprechgesang verwendeten, um politische Botschaften zu verbreiten. In der Folge verwendeten DJs in den 1970er Jahren zunehmend Sprüche und Kommentare in einem der Jugend zugänglichen Slang. Dies taten sie zunehmend in Reimen zum Rhythmus der Musik. Dabei wurden in erster Linie Platten von bekannten Funk-Musikern gescratcht und backspinned. Beim so genannten backspin wird mit zwei Plattenspielern, auf denen die gleiche Platte liegt, ein Loop, also die Wiederholung einiger Takte erzeugt.
Die Aufgaben des DJs wurden schließlich mehr und mehr von so genannten MCs (Master of Ceremony, fälschlicherweise auch als Microphone Chief oder Microphone Checker bezeichnet oder als Verb „to move the crowd“ interpretiert) übernommen. Als die Rap-Einlage dann zu einem festen Bestandteil der Musik des DJs wurde, wurden auch die Texte länger und gehaltvoller, man begann Geschichten zu rappen und auf diesem Weg seinen Ansichten und Gefühlen Ausdruck zu vermitteln. Heute ist von Außenstehenden der Begriff Rapper etabliert, während MC in den Hintergrund getreten ist.
Als erste Rap-Aufnahme wird oft King Tim III (Personality Jock) von der Funk-Combo Fatback Band genannt, aber auch frühe Platten von The Last Poets waren ein wichtiger Grundstein für gesprochene Reime. In den frühen 1980ern hatten Rap-Interpreten wie Grandmaster Flash & the Furious Five mit The Message (über den harten Alltag auf der Straße) oder Sugarhill Gang mit Rapper’s Delight (veröffentlicht 1979; ein reiner Partytext) erstmals auch kommerziellen Erfolg. Später etablierten bis heute bekannte Rapper wie Run-DMC, LL Cool J (Ladies Love Cool James) oder die Beastie Boys diesen Musikstil auch außerhalb der Ghettos.
In New York etablierte sich Ende der 1970er ein Trend in den vorwiegend schwarzen Ghettos, in Abrisshäusern selbstorganisierte Partys zu feiern (sogenannte Blockpartys), da die Teilnehmer zu den Clubs häufig nur schwer Zugang bekamen. Auf diesen Blockpartys wurde der Rap häufig genutzt, um die Menge anzuheizen und sich selbst vor- und darzustellen.
Rap beinhaltete stets auch politische und soziale Themen, wie sie zum Beispiel von Public Enemy immer wieder lautstark ins Bewusstsein ihrer Hörer gerückt wurden. Diese Gruppen machten sich den neuen Musikstil zunutze, um ihre Botschaften zu verbreiten und als solche empfundene Missstände anzuprangern. Der Rap erlaubt es weit mehr Textinhalt in einen Song zu packen als der meiste Gesang. Des Weiteren erlangten Gang Starr, bestehend aus dem MC Guru, sowie DJ Premier, EPMD mit Erick Sermon, Geto Boys mit Willy D, Bushwick Bill und Scarface größeren Bekanntheitsgrad, auch über die USA hinaus.

## Entwicklung
In den 1990er Jahren wird in den Texten des Raps das Leben in den amerikanischen Ghettos seit den 1970er Jahren wieder aufgerollt und im Kollektivgedächtnis der Schwarzen verarbeitet. Dabei handeln die Texte oft von den Problemen der Kriminalität und Drogen, manche distanzieren sich eindeutig davon, andere heißen dasselbe gut. Von den männlichen Rappern, die bei weitem in der Überzahl sind, werden dabei teilweise Fluchwörter ausgesprochen. Dies führte zu der Bezeichnung Conscious/Street Rap, die von KRS-One (the teacher) eingeführt wurde, dem damaligen Band-Leader der Boogie Down Productions und dem bis dahin unbekannten Rapper namens BurnArt, der aus seinem Block alle möglichen Geschichten erzählte, die sein Leben prägten. Viele Rapper wurden allerdings von den Medien mit einem negativen Image versehen (siehe N.W.A oder Tupac Shakur). Der Begriff des Gangsta-Rap wurde zunehmend popularisiert.
Da sich der „toughe“ und aggressive Verbrecher-Stil in der Hauptzielgruppe der Jugendlichen besser verkauft als anspruchsvollere Raptexte, sind die großen Verlagskonzerne längst auch dazu übergegangen, gezielt in dieser Straßenkriminalitätsszene nach vermarktungswürdigen „Stars“ zu suchen.
Hierdurch entstand ein Zerrbild des Rap, das von den Jugend-Musiksendern mit Übernahme dieser beschränkten Auswahl gezielt gefördert wird.
Die Verlagskonzerne unterstützen hierbei offene Feindschaften zwischen den einzelnen Rappern (seien sie nun real oder gespielt), um ihr aggressives Image zu unterstreichen. Eine Analogie dieses Verhaltens findet sich im amerikanischen Boxsport, wo auch neben der eigentlich rein sportlichen Veranstaltung den Boxern viel Raum gelassen wird, um einander vor der Presse zu beschimpfen.
Durch die unterschiedliche Entwicklung der Rapmusik an der Westcoast verglichen mit der Eastcoast entstand schließlich ein „Krieg“ zwischen den beiden repräsentativen Labels Death Row Records unter der Führung von Suge Knight der Westcoast und dem Label Bad Boy Entertainment unter der Führung Puff Daddys der Eastcoast. Diese Konflikte eskalierten und fanden einen tiefen Einschlag in der Rapszene, als 2Pac (Tupac Shakur) und Notorious B.I.G. 1996 und 1997 bei einem Drive-by erschossen wurden. Die Taten sind bis heute nicht aufgeklärt. Weitere Gangsta-Rapper sind 50 Cent, Snoop Dogg und Dr. Dre (ehemaliges N.W.A-Mitglied).
Mittlerweile ist Hip-Hop und mit ihm der amerikanische Rap zu einem weltweiten Geschäft geworden. Allerdings ist Rap nicht auf die englische Sprache beschränkt. Vor allem in Frankreich wurde der Rap als Sprachrohr über die Probleme in den Pariser Vorstädten sehr erfolgreich entwickelt. Aber auch in Großbritannien, Italien, Deutschland, Polen, Iran, Japan, Österreich, Türkei, Russland und der Schweiz erfreut sich Rap immer größerer Beliebtheit.
Hauptsächlich im Hip-Hop beheimatet, wird inzwischen auch in anderen musikalischen Stilrichtungen wie Eurodance, House, Heavy Metal und sogar in der Country-Musik die Methodik des Rap verwendet.
Andererseits fließen auch andere Genres in den klassischen Rap mit ein. Darunter fallen Musikstile, wie Dancehall, Popmusik und R'n'b.
Mit kunstvoll konzipierten Zungenbrechern wird seit 2023 eine neue Richtung im Rap verkörpert, die sprachliche Raffinesse und Wortspielerei betont. Bekannter Vertreter dieser Richtung ist Bodo Wartke.

## Rap-Kultur in Film und TV
Einer der bekanntesten und erfolgreichsten Filme zum Thema Rap ist 8 Mile (2003) mit Eminem; ältere Filme, die die noch vom Battle entfernte ursprüngliche Stimmung des amerikanischen Hip-Hop einfangen, sind Beat Street (1984), Breakin’ (1984), Style Wars (1983) oder Wild Style (1982). Auch das Producer-Werk Stomp the Yard (2007) konnte keine bemerkenswerten Erfolge verzeichnen.
2005 entstanden auch die Filme Hustle & Flow mit Terrence Howard und Get Rich or Die Tryin’ mit 50 Cent in der Hauptrolle, neben – wiederum – Terrence Howard. Ersterer handelt von einem Zuhälter, der es mit Mitte 30 noch mal im Musikbusiness versuchen will. Get Rich or Die Tryin’ ist eine mehr oder minder authentische Auto-Biografie von 50 Cent.
Als erster deutscher Kinofilm, der sich mit dem Thema Hip-Hop beschäftigt, konnte der Film Status Yo! im November 2004 Premiere feiern. Sowohl Kritiker als auch Hip-Hop-Fans würdigten den Film als Meilenstein der deutschen Hip-Hop-Kultur.

## Trivia
Ein Song mit Namen „The Rapper“ von Donnie Iris wurde 1977, noch vor der Entstehung dieses Musikstils, veröffentlicht.